# Burning from the Inside
Burning from the Inside – czwarty album studyjny angielskiej grupy rockowej Bauhaus, wydany w 1983 roku z numerem katalogowym BEGA 45 nakładem Beggars Banquet Records.

## Lista utworów
Opracowano na podstawie materiału źródłowego.
Wydanie LP
Strona A
| Nr | Tytuł utworu                | Muzyka  | Długość |
| -- | --------------------------- | ------- | ------- |
| 1. | „She’s in Parties”          | Bauhaus | 5:46    |
| 2. | „Antonin Artaud”            | Bauhaus | 4:08    |
| 3. | „Wasp”                      | Bauhaus | 0:20    |
| 4. | „King Volcano”              | Bauhaus | 3:32    |
| 5. | „Who Killed Mr. Moonlight?” | Bauhaus | 5:01    |
|    |                             |         | 18:47   |

Strona B
| Nr | Tytuł utworu              | Muzyka  | Długość |
| -- | ------------------------- | ------- | ------- |
| 1. | „Slice of Life”           | Bauhaus | 3:44    |
| 2. | „Honeymoon Croon”         | Bauhaus | 2:55    |
| 3. | „Kingdom’s Coming”        | Bauhaus | 2:27    |
| 4. | „Burning from the Inside” | Bauhaus | 9:21    |
| 5. | „Hope”                    | Bauhaus | 3:17    |
|    |                           |         | 21:44   |

Utwory dodatkowe na CD
| Nr | Tytuł utworu          | Muzyka  | Długość |
| -- | --------------------- | ------- | ------- |
| 1. | „Lagartija Nick”      | Bauhaus | 3:04    |
| 2. | „Here’s the Dub”      | Bauhaus | 3:19    |
| 3. | „Departure”           | Bauhaus | 4:49    |
| 4. | „The Sanity Assassin” | Bauhaus | 4:05    |
|    |                       |         | 15:17   |

## Twórcy
Opracowano na podstawie materiału źródłowego.
Muzycy:
- Peter Murphy – śpiew, gitara
- Daniel Ash – gitara, śpiew
- David J – gitara basowa, śpiew
- Kevin Haskins – perkusja